# Johnson (Ontario)
Johnson es un municipio canadiense situado en la provincia de Ontario.

## Superficie
Johnson tiene una superficie de 119,47 km².

## Demografía
En 2021, tenía 749 habitantes, una densidad poblacional de 6,3 hab./km², y 422 viviendas.